# Кладбище домашних животных (фильм, 1989)
«Кладбище домашних животных» (англ. Pet Sematary) — американский фильм ужасов о сверхъестественном 1989 года режиссёра Мэри Лэмберт. Экранизация одноимённого романа Стивена Кинга. Премьера фильма состоялась 21 апреля 1989 года в США.

## Сюжет
Доктор Луис Крид с семьёй переезжает в маленький городок, где становится врачом местного колледжа. Его новый дом расположен у опасного шоссе, в лесу недалеко от дома находится маленькое и мрачное кладбище, где местные жители хоронят своих домашних животных, погибших в основном на этом шоссе. Однажды в колледж приносят студента по имени Виктор Паскоу, также попавшего под грузовик, Луис не может спасти его, студент умирает у него на руках и возвращается к нему в виде призрака, предостерегая Луиса не переступать запретную черту, чтобы не натворить бед. Затем несчастье приходит и в дом Кридов: кот Чёрч, домашний любимец, обнаруживается мёртвым, вероятно, попав под машину. Сосед Луиса, Джад, ведёт хоронить кота не на кладбище домашних животных, а на другом, древнем, заброшенном индейском кладбище — как раз туда, куда велел не ходить призрак. Луис всё же хоронит кота там, и на следующий день оживший кот возвращается к хозяевам.
Через некоторое время маленький сын врача, Гейдж, гибнет под колёсами грузовика. Луис в отчаянии. Несмотря на предупреждение призрака, а теперь и Джада, он делает безумный шаг: хоронит сына на проклятом кладбище и тем самым кладёт начало кровавым событиям. Гейдж возвращается воскресшим, он убивает Джада, затем свою мать Рейчел. Луис делает Гейджу смертельный укол и  сжигает дом Джада, после чего хоронит свою жену на том же кладбище, полагая, что на этот раз всё будет хорошо. В полночь она приходит. Пока они целуются, Рейчел берёт со стола кухонный нож. Зрители видят тёмный экран и слышат крик Луиса.

## В ролях
- Дейл Мидкифф — Луис Крид, врач
- Дениз Кросби — Рейчел Крид, жена Луиса
- Блейз и Бо Бердал — Элли Крид, дочь Луиса и Рейчел
- Мико Хьюз — Гейдж, сын Луиса и Рейчел
- Фред Гвинн — Джад Крендалл, сосед и друг Луиса
- Брэд Гринквист — Виктор Паскоу, погибший студент
- Сьюзан Бломмирт — Мисси Дэндридж, домработница Кридов
- Майкл Ломбард — Ирвин Голдман, отец Рейчел
- Мэри Луиза Уилсон — Дори Голдман, мать Рейчел
- Эндрю Хубацек — Зельда, покойная сестра Рейчел
- Стивен Кинг — Священник
- Мара Кларк — Марси Чарльтон
- Кэви Раз — Стив Мастерт он
- Мэттью Огуст Феррелл — Джад в детстве
- Лиза Стэтполс — Мать Джада
- Элизабет Уренек — Рейчел в детстве
- Чак Кортни — Билл Бэйтерман
- Питер Стэйдер — Тимми Бэйтерман

## Производство
Стивен Кинг отклонил предложение крупной студии, предлагавшей один миллион за права на съёмки фильма, и продал их Джорджу Ромеро в обмен на символическую плату в 10 тысяч долларов и некоторые преференции. Кинг самостоятельно написал сценарий, получил роль священника, а также настоял на съёмках в родном штате Мэн, поскольку был обеспокоен «депрессивной экономикой» штата. Ромеро, однако, режиссировать фильм отказался.
Давний поклонник группы Ramones, Кинг попросил их написать новую песню для экранизации. Pet Sematary звучит в финальных титрах. Картина снималась под чутким руководством Кинга, и итоговый результат ему понравился: «Мэри Ламберт проделала хорошую работу. Она пришла и не дрогнула».

## Музыка
Саундтрек к фильму написал голливудский композитор Эллиот Голденталь.
1. The Pet Sematary (3:00)
2. Dead Recollection (1:19)
3. Hope & Ordeal (1:22)
4. Adieu Gage (1:22)
5. Rachel Against Time (0:49)
6. The Return Game (Jud & Gage) (3:42)
7. Moving Day Waltz (0:30)
8. The Warning Tour (1:41)
9. Death Do Us Part (Rachel Hugs Louis) (0:53)
10. Nine Lives Minus Seven (0:14)
11. Up in Flames (Flashback) (1:38)
12. Bitter Loss (Flashback) (1:51)
13. Rachel’s Dirty Secret (0:22)
14. Return Game Attack (1:54)
15. Rachel’s Blow Out (0:20)
16. I Brought You Something Mommie (0:34)
17. The Return Game, Part II (Louis & Gage) (2:52)
18. Gentle Exhuming (1:03)
19. To the Micmac Grounds (2:45)
20. Chorale (0:29)
21. Kite & Truck (1:22)
22. Immolation (1:37)

Песню «Pet Sematary», звучащую в титрах фильма, написала панк-группа Ramones. Кроме того, в картине использована также и другая песня группы — «Sheena Is A Punk Rocker».

## Приём
Критики отметили, что в целом фильм держит в напряжении, однако его заключительная часть с демоническим Гейджем была довольно неуклюже реализована — ребёнок больше напоминал куклу Чаки.
Рейтинг «свежести» на агрегаторе Rotten Tomatoes составил 53 %.
Лента лидировала в прокате на протяжении трёх недель. При бюджете в 11 млн кассовые сборы составили 57 млн.
Фильм был достаточно успешным и в 1992 году получил продолжение.
Ламберт также режиссировала картину, а на сценарном поприще Кинга заменил Ричард Оуттен, добавивший символическому миру автора фрейдистский подтекст. По мнению критиков, в продолжении удались спецэффекты — в противовес связности повествования и раскрытию персонажей.

## Награды и номинации
- Кинофестиваль в Авориазе 1990 года — приз зрительских симпатий.
- Номинация «Золотая малина» 1990 года — худшая песня «The Pet Sematary».

## Новая экранизация
Студия Paramount Pictures назначила испанского режиссёра Хуан Карлос Фреснадильо заняться постановкой ремейка «Кладбище домашних животных». Ранее говорилось, что новую версию будет снимать Александр Ажа. Мэтт Гритберг (1408, Власть огня) и Дэив Кайганич (Кровавый ручей) написали сценарий.